# Alan Breeze
Alan Louis Breeze (9. oktober 1909 i West Ham i London i England – 15. januar 1980 i Norwich i Norfolk i England) var en engelsk sanger, der optrådte sammen med Billy Cotton Band Show.
Breezes far Louis Breeze var en koncert- og oratoriesanger og medlem af D'Oyly Carte Opera Company, og hans mor Isobel underviste ved det gamle London County Council. I begyndelsen af sin karriere sang Breeze i arbejderklubber (working men's clubs), restauranter og endda for teaterkøer. Han producerede omkring 78 indspilninger. For eksempel fra hans senere repertoire: "I've Got a Lovely Bunch of Coconuts". Han producerede indspilninger på filmstudier for de skuespillere, der ikke selv kunne synge. Han mødte bandleder Billy Cotton, der var medvirkende til at hans karriere ændredes for altid.
Breeze begyndte med Billy Cotton i 1932 uden kontrakt og blev i 36 år. Han var en af de mest populære britiske vokalister, i radio, tv og i biografer rundt omkring i Storbritannien. Hans indspilninger høres lejlighedsvis på engelsk radio.